# TCR International Series
De TCR International Series was een internationaal touring car-kampioenschap. Het kampioenschap is bedacht door Marcello Lotti, de voormalige baas van het World Touring Car Championship, om een nieuw kampioenschap op te zetten met minder kosten. Vanaf 2018 is het overgegaan in de WTCR. 

## Geschiedenis
Op 15 juli 2014 maakte Lotti zijn plannen bekend om de TCR International Series te gaan organiseren. Op 21 juli werden meer details bekendgemaakt: het format van het weekend is gelijk aan het WTCC, met twee vrije trainingen en een tweedelige kwalificatie, gevolgd door twee races op zondag. De eerste TCR-race werd gehouden op 29 maart 2015 op het Sepang International Circuit, die werd gewonnen door de uiteindelijke kampioen Stefano Comini.

## Auto
- Deuren: 4 of 5.
- Carrosserie: Versterkte productie; aanpassingen aan de wielkasten zijn toegestaan om de wielen te accommoderen.
- Minimumgewicht: 1250 kg voor auto's met productieversnellingsbak, 1285 kg voor auto's met raceversnellingsbak (allebei inclusief coureur).
- Minimumlengte: 4,20 meter.
- Maximumbreedte: 1,95 meter.
- Motor: benzine of diesel, maximaal 2,0 liter, turbolader.
- Koppel: Circa 410 newtonmeter.
- Kracht: 330 paardenkracht.
- Smeersysteem: Dry-sumpsysteem.
- Uitlaat: Gehomologeerde katalysator met productieonderdelen.
- Tractie: Twee wielen.
- Versnellingsbak: Productie- of TCR International Series-versnellingsbak; schakelpedalen worden geaccepteerd.
- Voorophanging: Productie layout; enkele onderdelen zijn vrij te ontwerpen.
- Achterophanging: Originele design van productieauto met versterkte componenten.
- Voorremmen: maximaal 6-zuiger remklauwen, maximale diameter remschrijven 380mm.
- Achterremmen: maximaal 2-zuiger remklauwen, productie-antiblokkeersysteem geaccepteerd.
- Wielen: Maximale dimensies velg: 10 bij 18 inch.
- Voorsplitter: Seat Leon Eurocup 2014.
- Achtervleugel: FIA Appendix J, artikel 263 (2014).
- Ligging: Minimaal 80mm van de grond.
- Kracht/gewicht-ratio: Hangt af van de prestaties in voorgaande races; verschilt tussen +70kg en -20kg.

De huidige auto's die in aanmerking komen om deel te nemen in TCR races zijn:
- Alfa Romeo Giulietta TCR
- Audi RS3 LMS
- Cupra TCR
- Fiat Tipo TCR
- Ford Focus TCR
- Honda Civic TCR (FK2
- Honda Civic Type R TCR (FK8)
- Hyundai i30 N TCR
- Kia Cee'd GT TCR
- Lada Vesta TCR
- Opel Astra TCR
- Peugeot 308 Racing Cup
- Peugeot 308 TCR
- Renault Mégane TCR
- Seat León Cup Racer
- Seat León TCR
- Subaru WRX STi TCR
- Volkswagen Golf GTI TCR

## Overige kampioenschappen
In 2015 zijn, naast het internationale kampioenschap, ook vier regionale TCR-kampioenschappen gehouden in Azië, Italië, Portugal en Rusland. Ook werd er een Amerikaans kampioenschap georganiseerd, maar in deze klasse werden er het gehele seizoen geen coureurs ingeschreven. In 2016 worden er naast deze series ook kampioenschappen georganiseerd in de Benelux, Duitsland, Spanje, Thailand en Latijns-Amerika. Tevens wordt er uit elk Europees kampioenschap één race geselecteerd om deel uit te maken van een Europees TCR-kampioenschap.

## Samenvoeging met WTCC
Op 6 december 2017 werd bekend dat het World Touring Car Championship vanaf 2018 wordt gehouden onder de TCR-reglementen. Hiermee verliest het zijn wereldkampioenschapsstatus en gaat het verder onder de naam "World Touring Car Cup". Zowel het World Touring Car Championship als de TCR International Series worden niet meer gehouden. Andere kampioenschappen die rijden met de TCR-reglementen blijven wel actief.

## Resultaten

### TCR International Series
| Jaar | Kampioen         | Auto                    | Team                    | Tweede       | Derde            |
| ---- | ---------------- | ----------------------- | ----------------------- | ------------ | ---------------- |
| 2015 | Stefano Comini   | Seat León TCR           | Target Competition      | Pepe Oriola  | Jordi Gené       |
| 2016 | Stefano Comini   | Volkswagen Golf GTI TCR | Leopard Racing          | James Nash   | Jean Karl Vernay |
| 2017 | Jean Karl Vernay | Volkswagen Golf GTI TCR | Leopard Racing Team WRT | Attila Tassi | Stefano Comini   |

### Overige kampioenschappen
| Kampioenschap       | 2015               | 2016                      | 2017               | 2018                     | 2019                          |
| ------------------- | ------------------ | ------------------------- | ------------------ | ------------------------ | ----------------------------- |
| Azië                | Michael Choi       | Andy Yan                  | Kantadhee Kusiri   | Luca Engstler            | Luca Engstler                 |
| Italië              | Valentina Albanese | Roberto Colciago          | Nicola Baldan      | Salvatore Tavano         | Salvatore Tavano              |
| Portugal            | Francisco Mora     | Francisco Mora            | Francisco Mora     | Pedro Salvador           | niet gehouden                 |
| Rusland             | Aleksei Dudukalo   | Dmitry Bragin             | Dmitry Bragin      | Dmitry Bragin            | Dmitry Bragin                 |
| Duitsland           | niet gehouden      | Josh Files                | Josh Files         | Harald Proczyk           | Max Hesse                     |
| Benelux             | niet gehouden      | Stéphane Lémeret          | Benjamin Lessennes | Jean Karl Vernay         | Julien Briché                 |
| Spanje              | niet gehouden      | Jaime Font Faust Salom    | Francisco Mora     | David Cebrián Max Llobet | David Cebrián Max Llobet      |
| Europa              | niet gehouden      | Pierre-Yves Corthals      | Aurélien Comte     | Mikel Azcona             | Josh Files                    |
| Thailand            | niet gehouden      | Carlo van Dam (2016-2017) | Pasarit Promsombat | Jakraphan Davee          | niet gehouden                 |
| Midden-Oosten       | niet gehouden      | niet gehouden             | Josh Files         | Luca Engstler            | René Münnich                  |
| China               | niet gehouden      | niet gehouden             | Andy Yan           | Alex Hui Sunny Wong      | Huang Chu Han                 |
| Baltisch            | niet gehouden      | niet gehouden             | Ernesta Globyte    | Ernesta Globyte          | niet gehouden                 |
| Scandinavië         | niet gehouden      | niet gehouden             | Robert Dahlgren    | Johan Kristoffersson     | Robert Dahlgren               |
| Iberisch            | niet gehouden      | niet gehouden             | Francisco Abreu    | Pedro Salvador           | Francisco Mora                |
| Korea               | niet gehouden      | niet gehouden             | niet gehouden      | Charlie Kang             | niet gehouden                 |
| Verenigd Koninkrijk | niet gehouden      | niet gehouden             | niet gehouden      | Daniel Lloyd             | James Turkington              |
| Zwitserland         | niet gehouden      | niet gehouden             | niet gehouden      | Attila Tassi             | niet gehouden                 |
| Maleisië            | niet gehouden      | niet gehouden             | niet gehouden      | niet gehouden            | Luca Engstler                 |
| Japan               | niet gehouden      | niet gehouden             | niet gehouden      | niet gehouden            | Matt Howson Takeshi Matsumoto |
| Australië           | niet gehouden      | niet gehouden             | niet gehouden      | niet gehouden            | William Brown                 |
| Oost-Europa         | niet gehouden      | niet gehouden             | niet gehouden      | niet gehouden            | Milovan Vesnić                |